# Estado de Lagos (Sudán del Sur)
Lagos (en inglés: Lakes, en árabe: البحيرات‎ Al Buhayrat) es uno de los diez estados que forman Sudán del Sur. Localizado en la antigua región de Bar el Gazal, ocupa un área de 40.235 km² y tiene una población estimada de 880.000 habitantes (2007). Rumbek es la capital del estado. Limita con los estados de Unidad y Warab al norte, Ecuatoria Occidental y Ecuatoria Central al sur, Junqali al este y con Ecuatoria Occidental al oeste.
La A43 y la B58 son las principales vías de comunicación terrestre, aunque ninguna de las dos carreteras están asfaltadas. La primera sirve de conexión con Yuba, capital de Sudán del Sur, mientras que la B58 conecta Lagos con el estado de Unidad.

## Geografía
Lagos se encuentra en una zona pantanosa llamada Sudd, un planicie inundable que se encuentra entre los 400 y 500 m s. n. m. Cuenta con dos zonas naturales protegidas, el Parque Nacional del Sur y la Reserva Natural de Shambe. El principal río es el Nilo Blanco.

## Condados
Condados de Lagos:
- Awerial
- Cueibet
- Rumbek Central
- Rumbek del Este
- Rumbek del Norte
- Wulu
- Yirol del Este
- Yirol del Oeste

- Datos: Q491096